# Hydrobiosis umbripennis
Hydrobiosis umbripennis là một loài Trichoptera trong họ Hydrobiosidae. Chúng phân bố ở miền Australasia.